# Liste des pièces commémoratives de 1 dollar américain
Les pièces commémoratives de 1 dollar américain, sont émises ponctuellement par la Monnaie des États-Unis. Bien qu'elles aient la qualité de monnaie légale, elles ne sont pas destinées à être mises en circulation, mais plutôt à la collection et à l'investissement. Leur vente par la Monnaie permet de lever des fonds pour financer diverses causes, généralement à caractère commémoratif et solidaire.

## Dollars en or

### Exposition universelle de 1904 (1903)

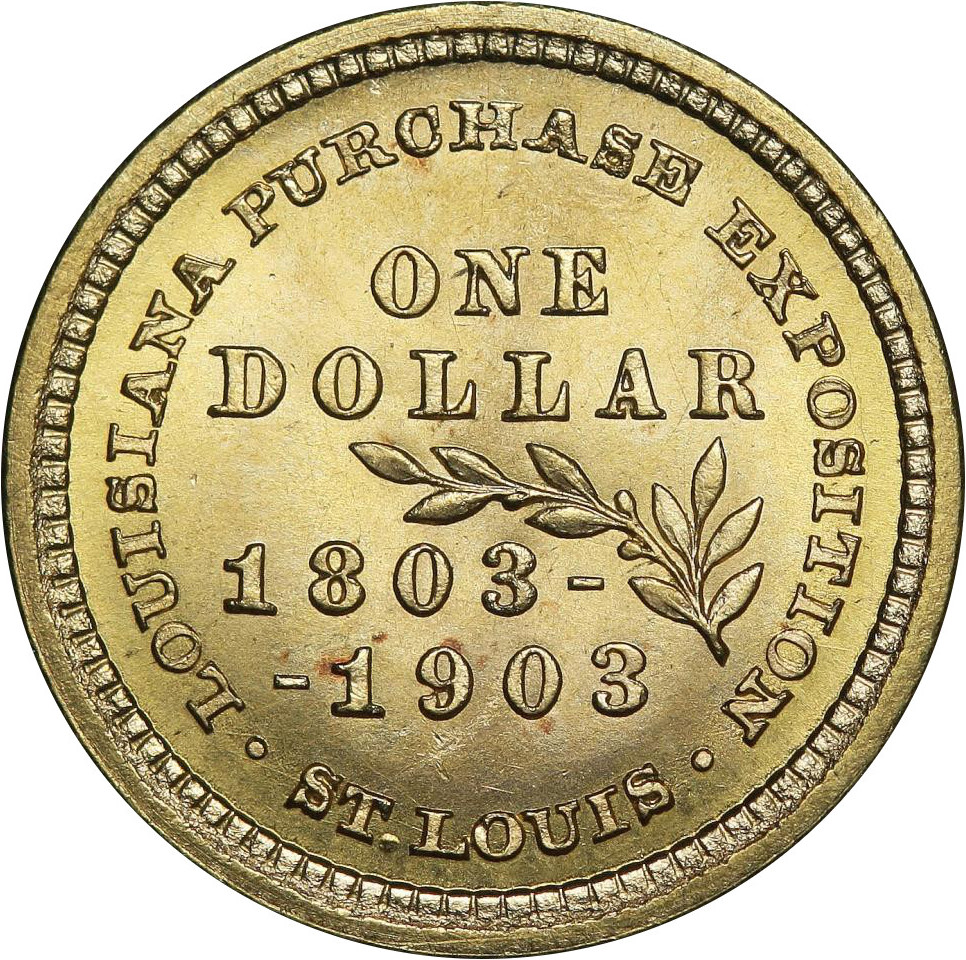
Le revers du dollar de l'Exposition de 1904

La pièce de l'Exposition universelle de 1904 est une pièce commémorative en or datée de 1903. Frappées en deux variétés, les pièces sont conçues par Charles E. Barber, le graveur en chef de la Monnaie des États-Unis. Les pièces sont émises pour commémorer l'Exposition de universelle qui s'est tenue en 1904 à Saint-Louis, dans le Missouri ; une variété représente l'ancien président Thomas Jefferson, et l'autre, le président récemment assassiné William McKinley. Bien qu'elles ne soient pas les premières pièces commémoratives américaines, ce sont les premières en or.

### Exposition Lewis et Clark (1904-1905)

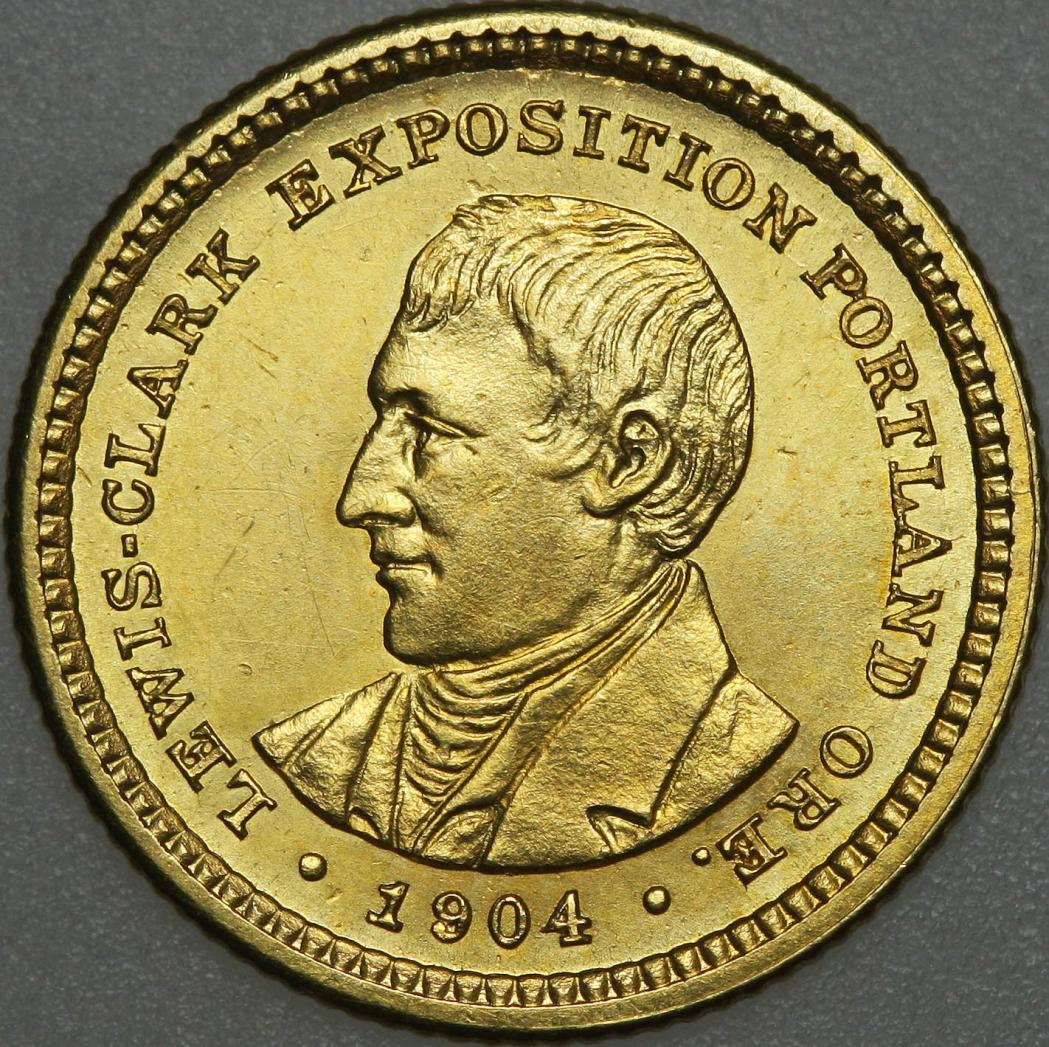
Le buste de Meriwether Lewis sur l'avers la pièce de 1904

La pièce de l'Exposition Lewis et Clark est une pièce commémorative émise en 1904 et en 1905 par la Monnaie des États-Unis dans le cadre de la participation du gouvernement américain à l'exposition marquant le centenaire de l'expédition de Lewis et Clark, tenue à Portland, en Oregon en 1905.
Cette pièce, conçue par le graveur en chef de la Monnaie, Charles E. Barber, et frappée à la Monnaie de Philadelphie, se distingue par la représentation de Meriwether Lewis au centre de son avers et de William Clark sur son revers.

### Exposition universelle de 1915 (1915)
La série de pièces commémoratives américaines de l'exposition universelle de 1915 est une série commémorative, non circulante, de 5 pièces qui est produites en lien avec l'Exposition internationale de Panama–Pacific de 1915 à San Francisco. Frappées à la Monnaie de cette ville, la série comprend des pièces de 50 dollars, rondes et octogonales. À l'exception des pièces d'investissement modernes en métaux précieux, ces deux pièces en or ont la valeur le plus élevée jamais émises et ce sont les plus grandes pièces jamais frappées par la Monnaie des États-Unis. La pièce de 50 dollars octogonale est la seule pièce américaine à avoir été émise qui n'est pas ronde.

### McKinley Birthplace memorial(1916-1917)

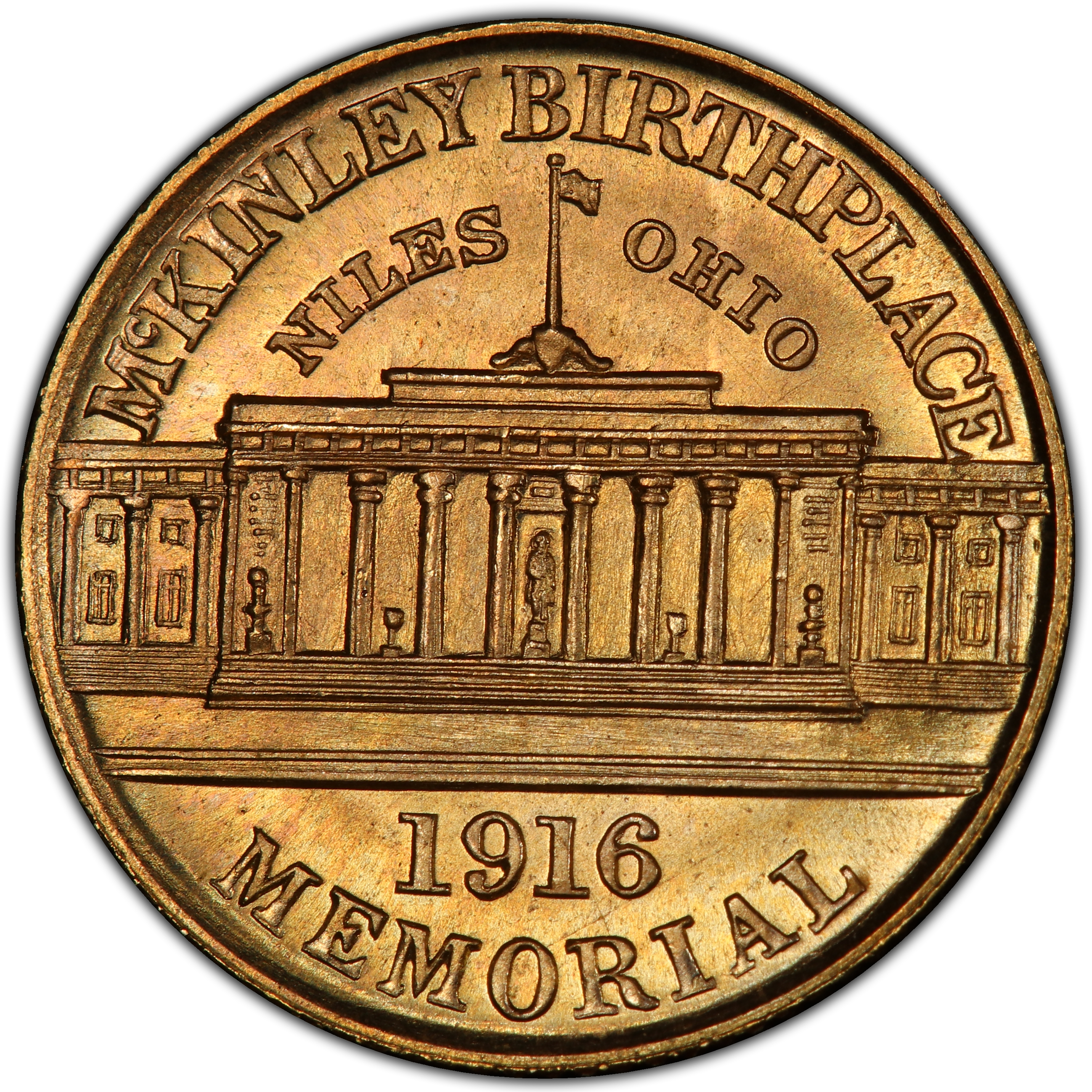
Le revers du dollar en or McKinley.

Le dollar du mémorial du lieu de naissance de McKinley (en) est une pièce commémorative frappée en 1916 et en 1917 par la Monnaie des États-Unis, arborant l'image du vingt-cinquième président du pays, William McKinley, sur l'avers, et le monument commémoratif du lieu de sa naissance à Niles, en Ohio, sur le revers.
Le design de l'avers est attribué au graveur en chef de l'époque, Charles E. Barber, et le revers est l'œuvre de son graveur assistant, George T. Morgan.
Ce nouveau dollar en or est créé dans le but de le vendre avec une prime sur sa valeur nominale pour financer la construction du monument national de la naissance de McKinley et est commercialisé par l'entité responsable de la construction. Initialement conçu comme une émission en argent, l'idée est abandonnée en considérant qu'il ne serait pas approprié d'honorer un président qui soutient l'étalon-or avec une pièce de ce métal.
La promotion de ces pièces est déficiente et elles n'ont pas le succès escompté. Malgré une frappe autorisée de 100 000 pièces, 30 000 seulement sont réellement frappées dont environ 20 000 sont vendues, beaucoup à un prix réduit, au marchand numismatique texan B. Max Mehl, et les 10 000 restantes sont renvoyées à la Monnaie de Philadelphie pour être fondues,.

### Centenaire d'Ulysses Grant (1922)
La série de pièces commémoratives américaines pour le centenaire d'Ulysses Grant est un dollar en or et un demi-dollar en argent frappés par la Monnaie des États-Unis en 1922 en l'honneur du 100e anniversaire de la naissance d'Ulysses S. Grant, un général éminent de l'Union pendant la Guerre de Sécession américaine et plus tard le 18e président des États-Unis. Les deux pièces, identiques dans leur conception et sculptées par Laura Gardin Fraser, représentent Grant sur l'avers et son lieu de naissance dans l'Ohio sur le revers.

## Dollars en argent

### Dollar Lafayette (1900)

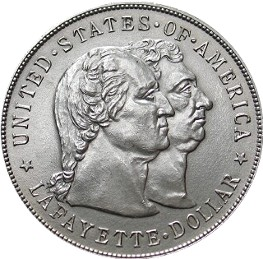
L'avers Lafayette/Washington du dollar Lafayette.

Le dollar Lafayette est une pièce d'argent d'une valeur faciale d'un dollar émise par la Monnaie des États-Unis à l'occasion de la participation des États-Unis à l'Exposition Universelle de Paris en 1900.
La pièce, œuvre du graveur en chef de la Monnaie Charles E. Barber, se caractérise par la représentation des têtes du Marquis de Lafayette et de George Washington sur l'avers, et d'un monument équestre à Lafayette sur le revers. Il s'agit du seul dollar en argent commémoratif émis aux États-Unis avant 1983 et de la première pièce américaine reproduisant le portrait d'un citoyen de ce pays.
À partir de 1898, des personnalités éminentes des États-Unis promeuvent la construction à Paris d'un monument à Lafayette, un noble français qui combat lors de la Guerre d'Indépendance américaine. Parmi ces personnes se trouvent l'entrepreneur de Chicago Ferdinand Peck, que le président William McKinley choisit comme commissaire général de la participation des États-Unis à l'Exposition de Paris. Peck réussit à faire intégrer la proposition du monument dans le projet de son pays pour l'exposition et nomme la Commission commémorative de Lafayette pour collecter des fonds à cette fin. Dans le cadre de la collecte de fonds, une pièce commémorative d'un dollar en argent, connue sous le nom de « dollar Lafayette », est créée, dont l'émission est autorisée par le Congrès le 3 mars 1899
Barber indique que les portraits de l'avers sont inspirés d'une sculpture de Jean-Antoine Houdon — pour Washington — et d'une médaille de 1824 de François Augustin Caunois — pour Lafayette. Pour le revers, il utilise un premier croquis du monument conçu par l'Américain Paul Wayland Bartlett, dont le nom est reproduit à la base de la statue, sur ce revers.
Les dollars Lafayette ne se vendent pas tous lors de la collecte de fonds, sur les 50 026 initialement frappés, 14 000 sont fondus.

### Jeux Olympiques de 1984 (1984)
Les pièces commémoratives émises par les États-Unis à l'occasion des Jeux olympiques de 1984 sont une série de deux pièces de un dollar en argent et une pièce de dix dollars en or. Ces pièces sont autorisées par la loi publique 97-220. Reconnaissant le besoin de financement, la législation d'autorisation autorise la vente de pièces de monnaie pré-émission, avec des suppléments de 10 $ pour chaque dollar en argent et de 50 $ pour chaque pièce d'or de 10 $, à remettre aux comités olympiques. Le tirage autorisé est de 50 millions de pièces au total pour les dollars en argent de 1983 et 1984 et de 2 millions pour la pièce de 10 $ en or de 1984. Si les 52 millions de pièces avaient été vendues, les comités olympiques auraient pu recevoir 600 millions de dollars.

### Statue de la Liberté (1986)
Le dollar en argent de la statue de la Liberté est une pièce commémorative, non circulante, émise par la Monnaie des États-Unis en 1986 et frappée par les ateliers monétaires de Denver, San Francisco et de Philadelphie.
Cette pièce d'un dollar est autorisée par la loi 99-61 du 9 juillet 1985, qui prévoit l'émission d'une série de pièces commémoratives pour célébrer le centenaire de la statue de la Liberté sur l'île Ellis. En plus de la pièce d'un dollar en argent, les pièces qui complètent la série commémorative en vertu de la même loi sont celles de cinq dollars en or et de cinquante cents, en cuivre recouvert de nickel.

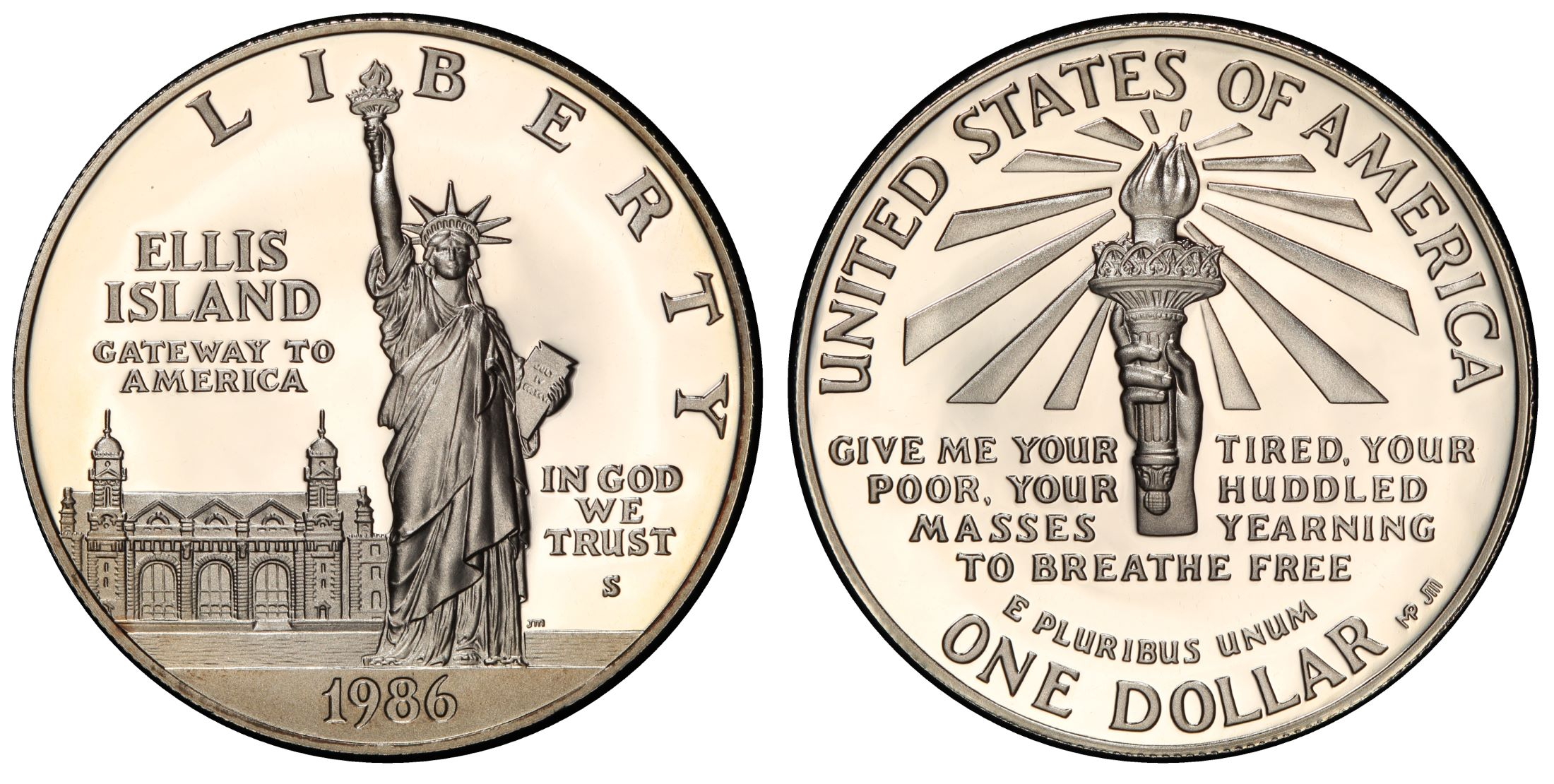
L'avers et le revers du dollar statue de la Liberté.

### Bicentenaire de la Constitution (1987)
Le dollar en argent du bicentenaire de la Constitution des États-Unis est une pièce commémorative, non circulante, émise par la Monnaie des États-Unis en 1987 et frappée par les ateliers monétaires de San Francisco.
Cette pièce d'un dollar est autorisée par la loi 99-582 du 29 octobre 1986, qui prévoit l'émission d'une série de pièces commémoratives pour célébrer le bicentenaire de la Constitution des États-Unis, adoptée le 17 septembre 1787. En plus de la pièce d'un dollar en argent, la pièce qui complète la série commémorative en vertu de la même loi est celle de cinq dollars en or.

### Jeux olympiques de 1988 (1988)
La série de pièces commémoratives américaines des Jeux Olympiques de 1988 est une série commémorative non circulante émise par la Monnaie des États-Unis en 1988 et frappée par les Monnaies de San Francisco, la Monnaie de West Point et de Denver. Elles sont émises pour célébrer la participation des États-Unis aux Jeux Olympiques. Une partie du prix d'achat de chaque pièce est reversée au Comité Olympique des États-Unis pour soutenir l'entraînement des athlètes américains.

### Bicentenaire du Congrès (1989)

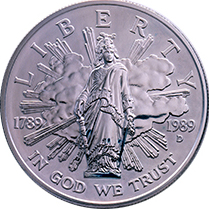
L'avers du dollar du bicentenaire du Congrès.

Le dollar en argent du bicentenaire du Congrès des États-Unis est une pièce commémorative, non circulante, émise par la Monnaie des États-Unis en 1989 et frappée par les ateliers monétaires de Denver. Cette pièce d'un dollar est autorisée par la loi 100-673 du 17 novembre 1988, qui prévoit l'émission d'une série de pièces commémoratives pour célébrer le bicentenaire du Congrès des États-Unis, fondé le 4 mars 1789.
En plus de la pièce d'un dollar en argent, les pièces qui complètent la série commémorative en vertu de la même loi sont celles de cinq dollars en or et de cinquante cents, en cuivre recouvert de nickel.

### Centenaire d'Eisenhower (1990)
Le dollar en argent du centenaire d'Eisenhower est une pièce commémorative, non circulante, émise par la Monnaie des États-Unis en 1990 et frappée par les ateliers monétaires de Philadelphie. Cette pièce est autorisée par la loi 100-467 du 3 octobre 1988, créant une pièce commémorative pour le centenaire de la naissance de Dwight D. Eisenhower (1890-1969), le 34e président des États-Unis d'Amérique (1953-1961).

### Guerre de Corée (1991)
Le dollar en argent commémoratif de la Guerre de Corée est une pièce commémorative, non circulante, émise par la Monnaie des États-Unis en 1991 et frappée par les ateliers monétaires de Philadelphie. Cette pièce d'un dollar est autorisée par la loi 101-495 du 31 octobre 1990, créant une pièce commémorative pour le 38e anniversaire de la fin de la Guerre de Corée et en l'honneur de ceux qui ont combattu.

### 50eanniversaire d'USO (1991)
Le dollar en argent du 50e anniversaire de l'USO (United Service Organizations) est une pièce commémorative, non circulante, émise par la Monnaie des États-Unis en 1991 et frappée par les ateliers monétaires de San Francisco. Cette pièce d'un dollar est autorisée par la loi 101-404 du 2 octobre 1990, prévoyant l'émission d'une pièce commémorative pour le 50e anniversaire de la fondation de l'United Service Organizations (USO), une organisation à but non lucratif fournissant des services moraux et récréatifs aux membres des forces armées américaines dans le monde entier.

### 50eanniversaire du Mont Rushmore (1991)

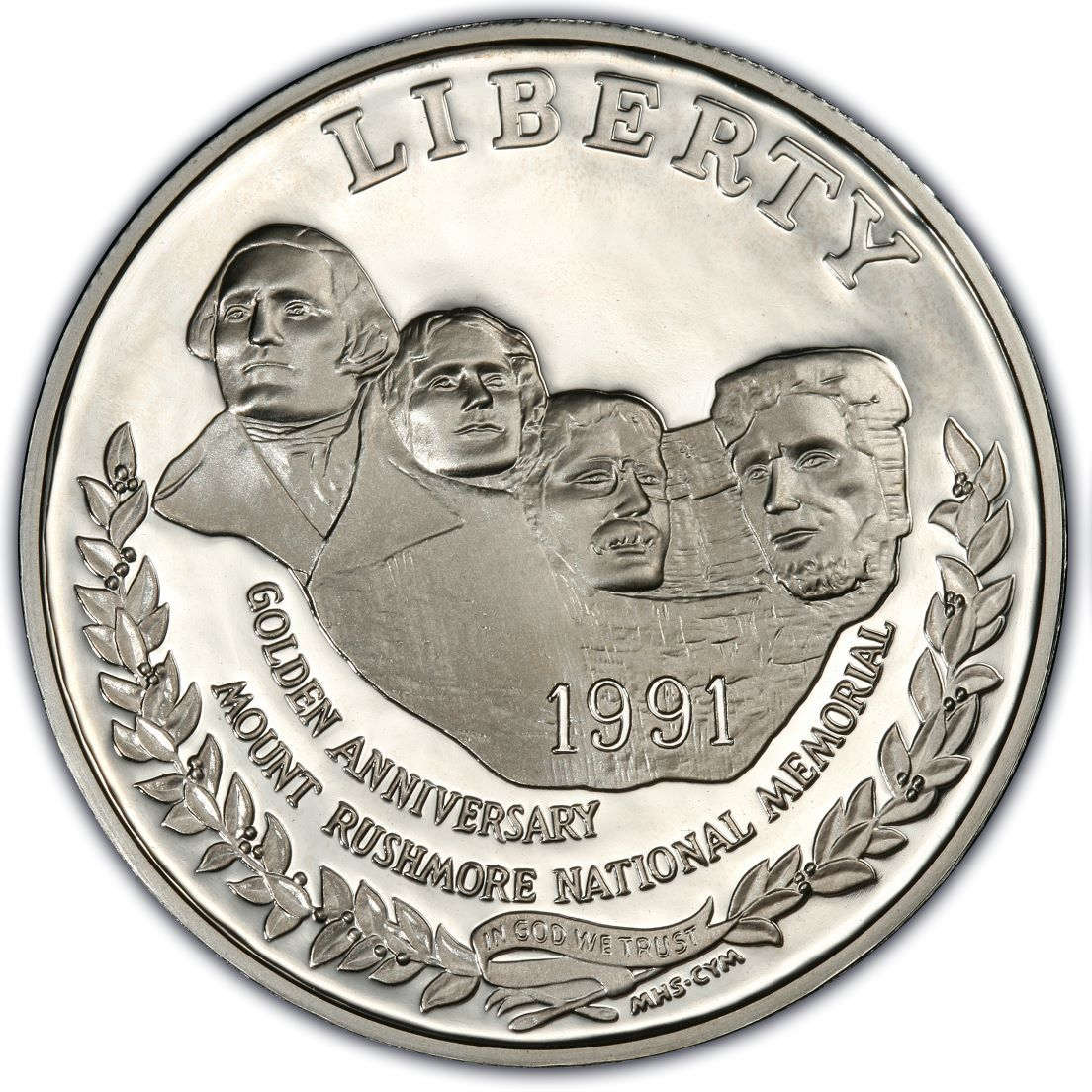
Avers du dollar Mont Rushmore.

Le dollar en argent du 50e anniversaire du Mont Rushmore est une pièce commémorative, non circulante, émise par la Monnaie des États-Unis en 1991 et frappée par les ateliers monétaires de Philadelphie et de San Francisco. Cette pièce d'un dollar est autorisée par la loi 101-332 du 16 juillet 1990, prévoyant l'émission d'une série de pièces en l'honneur du Mont Rushmore, pour célébrer son 50e anniversaire.
En plus de la pièce d'un dollar en argent, les pièces qui complètent la série commémorative en vertu de la même loi sont celles de cinq dollars en or et de cinquante cents, en cuivre recouvert de nickel.

### Jeux olympiques de 1992 (1992)
La série de pièces commémoratives américaines des Jeux Olympiques de 1992 est une série commémorative non circulante émise par la Monnaie des États-Unis en 1992 et frappée par les Monnaies de San Francisco et de West Point,,.
Cette série est autorisée par la loi 101-406 du 3 octobre 1990, qui prévoit l'émission d'une série de pièces commémoratives pour célébrer la participation des athlètes américains aux Jeux olympiques d'été de 1992 qui se déroulent à Barcelone, en Espagne et aux Jeux olympiques d'hiver qui ont lieu à Albertville, en France.
En plus de la pièce d'argent d'un dollar, les autres pièces qui complètent la série commémorative en vertu de la même loi sont la pièce en or de cinq dollars (half eagle) et la pièce d'un demi-dollar en alliage cuivre-nickel.

### Bicentenaire de la Maison Blanche (1992)
Le dollar en argent du bicentenaire de la Maison-Blanche est une pièce commémorative, non circulante, émise par la Monnaie des États-Unis en 1992 et frappée par les ateliers monétaires de West Point. Cette pièce d'un dollar est autorisée par la loi 102-281 du 13 mai 1992, prévoyant l'émission d'une pièce commémorative pour le bicentenaire de la pose de la première pierre de la Maison Blanche, le 13 octobre 1792.

### 5ecentenaire de Christophe Colomb (1992)
Le dollar en argent du cinquième centenaire de Christophe Colomb est une pièce commémorative, non circulante, émise par la Monnaie des États-Unis en 1992 et frappée par les ateliers monétaires de Philadelphie. Cette pièce d'un dollar est autorisée par la loi 102-281 du 13 mai 1992, prévoyant l'émission d'une série de pièces en hommage à Christophe Colomb, pour célébrer le 500e anniversaire de la découverte de l'Amérique.
En plus de la pièce d'un dollar en argent, les pièces qui complètent la série commémorative en vertu de la même loi sont celles de cinq dollars en or et de cinquante cents, en cuivre recouvert de nickel.

### Déclaration des Droits (1993)
Le dollar en argent de la Déclaration des droits est une pièce commémorative, non circulante, émise par la Monnaie des États-Unis en 1993 et frappée par les ateliers monétaires de San Francisco. Cette pièce est autorisée par la loi 102-281 du 13 mai 1992, prévoyant l'émission d'une série de pièces pour commémorer les dix premiers amendements de la Constitution des États-Unis, connus sous le nom de la Charte ou Déclaration des droits, et pour souligner le rôle joué par James Madison dans leur adoption.
En plus de la pièce d'un dollar en argent, les pièces qui complètent la série commémorative en vertu de la même loi sont celles de cinq dollars en or et de cinquante cents, en cuivre recouvert de nickel.

### 50eanniversaire de la Seconde Guerre mondiale (1993)
Le dollar en argent du 50e anniversaire de la Seconde Guerre mondiale est une pièce commémorative, non circulante, émise par la Monnaie des États-Unis en 1993 et frappée par les ateliers monétaires de West Point. Cette pièce d'un dollar est autorisée par la loi 102-414 du 14 octobre 1992, prévoyant l'émission d'une série de pièces pour célébrer le 50e anniversaire de la participation des États-Unis à la Seconde Guerre mondiale.

### 250eanniversaire de Thomas Jefferson (1994)

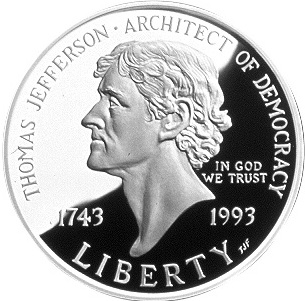
Avers du dollar Thomas Jefferson.

Le dollar en argent du 250e anniversaire de Thomas Jefferson est une pièce commémorative, non circulante, émise par la Monnaie des États-Unis en 1993 et frappée par les ateliers monétaires de San Francisco. Cette pièce d'un dollar est autorisée par la loi 103-186 du 14 décembre 1993, prévoyant l'émission d'une pièce commémorative pour le 250e anniversaire de la naissance du troisième président des États-Unis, Thomas Jefferson, le 13 avril 1743.

### Bicentenaire du Capitole des États-Unis (1994)
Le dollar en argent du bicentenaire du Capitole des États-Unis est une pièce commémorative, non circulante, émise par la Monnaie des États-Unis en 1994 et frappée par les ateliers monétaires de San Francisco. Cette pièce d'un dollar est autorisée par la loi 103-186 du 14 décembre 1993, prévoyant l'émission d'une pièce commémorative en l'honneur du Capitole des États-Unis, pour célébrer sa magnificence architecturale.

### Vétérans du Viêt Nam (1994)
Le dollar en argent du Monument aux Vétérans du Vietnam est une pièce commémorative, non circulante, émise par la Monnaie des États-Unis en 1994 et frappée par les ateliers monétaires de Philadelphie. Cette pièce d'un dollar est autorisée par la loi 103-186 du 14 décembre 1993, prévoyant l'émission d'une pièce pour rendre hommage aux vétérans de la Guerre du Viêt Nam, à l'occasion du dixième anniversaire du Monument aux Vétérans du Vietnam à Washington.
Cette pièce fait partie d'un programme d'émission pour 2004 dédié aux vétérans de guerre, qui comprend également le dollar en argent de la femme dans le service militaire des États-Unis et le dollar en argent des prisonniers de guerre américains.

### Femmes au service militaire (1994)
Le dollar en argent de la femme dans le service militaire des États-Unis est une pièce commémorative, non circulante, émise en 1994 et frappée par la Monnaie des États-Unis à Philadelphie. Cette pièce d'un dollar est autorisée par la loi 103-186 du 14 décembre 1993, créant une pièce commémorative pour rendre hommage aux femmes faisant partie des forces armées des États-Unis. Ce dollar fait partie d'une série de trois pièces du Programme des vétérans de 1994, aux côtés de deux autres consacrées aux vétérans de la guerre du Vietnam et aux prisonniers de guerre américains.

### Prisonniers de guerre américains (1994)
Le dollar en argent des prisonniers de guerre américains est une pièce commémorative, non circulante, émise par la Monnaie des États-Unis en 1994 et frappée par les ateliers monétaires de Philadelphie. Cette pièce d'un dollar est autorisée par la loi 103-186 du 14 décembre 1993, prévoyant l'émission d'une pièce commémorative en l'honneur des prisonniers de guerre américains.
Cette pièce fait partie d'un programme d'émission pour 2004 dédié aux vétérans de guerre, qui comprend également le dollar en argent de la femme dans le service militaire des États-Unis et le dollar en argent commémoratif du 50e anniversaire de la guerre du Vietnam.

### Mondial de football 1994 (1994)
Le dollar en argent de la Coupe du Monde de football de 1994 est une pièce commémorative, non circulante, émise par la Monnaie des États-Unis en 1994 et frappée par les ateliers monétaires de San Francisco. Cette pièce d'un dollar est autorisée par la loi 102-281 du 13 mai 1992, prévoyant l'émission d'une série de pièces pour commémorer la célébration de la Coupe du Monde de football de 1994 aux États-Unis.
En plus de la pièce d'un dollar en argent, les pièces qui complètent la série commémorative en vertu de la même loi sont celles de cinq dollars en or et de cinquante cents, en cuivre recouvert de nickel. Les trois pièces de la série partagent le même design au revers.

### Champs de bataille de la guerre civile américaine (1995)
Le dollar en argent des champs de bataille de la guerre civile américaine est une pièce commémorative, non circulante, émise par la Monnaie des États-Unis en 1995 et frappée par les ateliers monétaires de San Francisco. Cette pièce d'un dollar est autorisée par la loi 102-379 du 5 octobre 1992, prévoyant l'émission d'une série de pièces pour célébrer le centenaire du début de la préservation des champs de bataille de la guerre civile américaine, avec la création du parc militaire national de Gettysburg en 1895.
En plus de la pièce d'un dollar en argent, les pièces qui complètent la série commémorative en vertu de la même loi sont celles de cinq dollars en or et de cinquante cents, en cuivre recouvert de nickel.

### Special Olympics (1995)

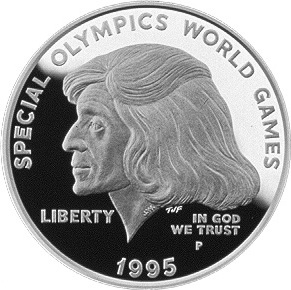
Avers du dollar Special Olympics.

Le dollar en argent des Jeux olympiques spéciaux est une pièce commémorative, non circulante, émise par la Monnaie des États-Unis en 1995 et frappée par les ateliers monétaires de Philadelphie. Cette pièce d'un dollar est autorisée par la loi 102-328 du 29 septembre 1994, prévoyant l'émission d'une pièce commémorative pour célébrer les Jeux olympiques spéciaux de 1995, qui se sont déroulés au Connecticut et ont réuni des participants ayant une déficience intellectuelle.

### Centenaire des Jeux olympiques (1996)
La série de pièces commémoratives américaines pour le centenaire des Jeux olympiques est une série commémorative non circulante émise par la Monnaie des États-Unis en 1995 et 1996 et frappée par les Monnaies de San Francisco, de Philadelphie et de West Point.
En 1992, le Congrès autorise un total de 16 pièces commémoratives pour le centenaire les Jeux olympiques d'été de 1996 à Atlanta (loi publique 102-390) : deux pièces de 50 cents en alliage cuivre-nickel, quatre pièces de 1 dollar en argent et deux pièces de 5 dollars en or à émettre en 1995 et 1996 (8 pièces par année). En 1995, les pièces d'un demi-dollar honorent le baseball et le basket-ball ; les dollars en argent honorent la gymnastique, le cyclisme, l'athlétisme et les Jeux paralympiques ; et les pièces d'or de 5 $ représentent un porteur de torche olympique et le stade olympique. En 1996, les pièces de 50 cents honorent la natation et le football ; les dollars honorent l'aviron, le tennis, le saut en hauteur et les Jeux paralympiques ; et les half eagles représentent un porteur de drapeau et la vasque olympique. Les recettes sont réparties également entre le comité d'Atlanta pour les Jeux olympiques et le comité olympique des États-Unis.

### Service communautaire national (1996)
Le dollar en argent du Service communautaire national est une pièce commémorative, non circulante, émise par la Monnaie des États-Unis en 1996 et frappée par l'atelier monétaire de San Francisco. Cette pièce d'un dollar est autorisée par la loi 102-379 du 29 septembre 1994, prévoyant l'émission d'une série de pièces pour honorer les millions d'Américains qui ont offert bénévolement leurs efforts dans des projets de service communautaire.

### 150 ans de la Smithsonian Instituion (1996)
Le dollar en argent du 150e anniversaire de l'Institut Smithsonian est une pièce commémorative, non circulante, émise par la Monnaie des États-Unis en 1996 et frappée par les ateliers monétaires de Philadelphie. Cette pièce d'un dollar est autorisée par la loi 104-96 du 10 janvier 1996, prévoyant l'émission d'une pièce commémorative pour célébrer le 150e anniversaire de la fondation de l'Institut Smithsonian.
Cette pièce fait partie d'un programme d'émission pour 1996, comprenant également une pièce de 5 dollars en or commémorative pour la même commémoration.

### Jardin botanique des États-Unis (1997)
Le dollar en argent du Jardin botanique des États-Unis est une pièce commémorative, non circulante, émise par la Monnaie des États-Unis en 1997 et frappée par l'atelier monétaire de Philadelphie. Cette pièce d'un dollar est autorisée par la loi 103-328 du 29 septembre 1994, créant une pièce commémorative pour célébrer le 175e anniversaire du Jardin botanique des États-Unis à Washington, promu par les Pères fondateurs George Washington, Thomas Jefferson et James Madison, et créé en 1820 par le président James Monroe.

### Monument des forces de l'ordre (1997)
Le dollar en argent du Monument national aux Agents de la Loi (en) est une pièce commémorative, non circulante, émise par la Monnaie des États-Unis en 1997 et frappée par l'atelier monétaire de Philadelphie. Cette pièce d'un dollar est autorisée par la loi 104-329 du 20 octobre 1996, prévoyant l'émission d'une pièce pour honorer le service et le sacrifice des agents de la loi et de leurs familles, à l'occasion du sixième anniversaire du monument érigé à Washington en mémoire des plus de 14 000 hommes et femmes qui ont perdu la vie en service.

### Jackie Robinson (1997)
Le dollar en argent Jackie Robinson est une pièce commémorative, non circulante, émise par la Monnaie des États-Unis en 1997 et frappée par l'atelier monétaire de San Francisco. Cette pièce d'un dollar est autorisée par la loi 104-329 du 20 octobre 1996, prévoyant l'émission d'une pièce en l'honneur de Jackie Robinson pour célébrer le 50e anniversaire de sa première apparition dans un match de baseball des ligues majeures.
Cette pièce fait partie d'un programme d'émission pour 1997, comprenant également une pièce de 5 dollars en or pour la même commémoration.

### Patriotes noirs de la Guerre d'Indépendance américaine (1998)
Le dollar en argent des patriotes noirs de la Guerre d'indépendance des États-Unis est une pièce commémorative, non circulante, émise par la Monnaie des États-Unis en 1998 et frappée par l'atelier monétaire de San Francisco. Cette pièce d'un dollar est autorisée par la loi 104-329 du 20 octobre 1996, créant une pièce commémorative pour rendre hommage à la figure de Crispus Attucks (1723-1770), à l'occasion du 275e anniversaire de sa naissance, ainsi qu'aux autres patriotes noirs qui ont combattu dans la Guerre d'indépendance des États-Unis.

### Robert F. Kennedy (1998)

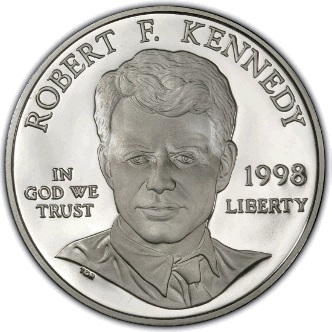
Avers du dollar Robert F. Kennedy.

Le dollar en argent Robert F. Kennedy est une pièce commémorative, non circulante, émise par la Monnaie des États-Unis en 1998 et frappée par l'atelier monétaire de San Francisco. Cette pièce d'un dollar est autorisée par la loi 103-328 du 29 septembre 1994, prévoyant l'émission d'une pièce en l'honneur de Robert F. Kennedy (1925-1968), à l'occasion du 30e anniversaire de son assassinat à Los Angeles, en Californie.

### Dolley Madison (1999)
Le dollar en argent Dolley Madison est une pièce commémorative, non circulante, émise par la Monnaie des États-Unis en 1999 et frappée par l'atelier monétaire de Philadelphie. Cette pièce d'un dollar est autorisée par la loi 104-329 du 20 octobre 1996, prévoyant l'émission d'une pièce en l'honneur de l'ancienne première dame des États-Unis Dolley Madison (1768-1849), à l'occasion du 150e anniversaire de son décès.

### Parc national Yellowstone (1999)
Le dollar en argent du parc national de Yellowstone est une pièce commémorative, non circulante, émise en 1999 et frappée par la Monnaie des États-Unis à sa succursale de Philadelphie. Cette pièce d'un dollar est autorisée par la loi 104-1776 du 20 octobre 1996, créant pour la première fois aux États-Unis une pièce commémorative du parc national de Yellowstone, à l'occasion du 125e anniversaire de sa création par le Congrès en 1872.

### Bibliothèque du Congrès des États-Unis (2000)
Le dollar en argent de la Bibliothèque du Congrès des États-Unis est une pièce commémorative, non circulante, émise en 2000 et frappée par la Monnaie des États-Unis à sa succursale de Philadelphie. Cette pièce d'un dollar fait partie d'une série de deux valeurs — l'autre étant de 10 dollars — et est autorisée par la loi 105–268 du 19 octobre 1989, pour célébrer le 200e anniversaire de la Bibliothèque du Congrès des États-Unis.

### Millénaire de Leif Eriksson (2000)

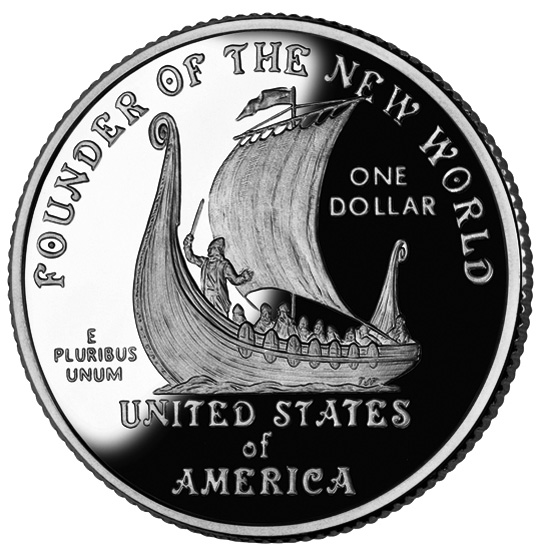
Revers du dollar Leif Ericson.

Les pièces du millénaire de Leif Erikson résultent d'une émission conjointe entre les États-Unis et la République d'Islande pour célébrer le millénaire de la découverte du Nouveau Monde par l'explorateur viking Leif Erikson (970-1020). Il s'agit de deux pièces d'argent aux caractéristiques métriques identiques, toutes deux produites par la Monnaie des États-Unis dans sa succursale de Philadelphie, avec des valeurs faciales d'un dollar et de 1 000 couronnes, respectivement. Dix dollars de chacune des pièces vendues de cette série sont destinés à la Fondation Leifur Eiriksson, en coparticipation avec l'université de Virginie et la Banque nationale d'Islande, pour financer des échanges d'étudiants de troisième cycle entre les deux pays.

### Centre des visiteurs du Capitole (2001)
La série de pièces commémoratives américaines du centre des visiteurs du Capitole des États-Unis est une série commémorative, non circulante, émise par la Monnaie des États-Unis en 2001 et frappée dans les Monnaies de Philadelphie et de West Point,,.
Autorisée par la loi publique 106-126 du 6 décembre 1999, en reconnaissance du U. S. Capitol Visitor Center, dont la construction doit commencer l'année suivante sur l'East Plaza du Capitole et s'achever en 2005. Pour la première fois depuis le programme de pièces olympiques de 1995-1996, la Monnaie produit l'ensemble familier de trois pièces composé d'un demi-dollar en cuivre-nickel, d'un dollar en argent et d'une pièce de 5 dollars en or. Les surtaxes obtenues par leur vente sont utilisées pour financer en partie la construction du centre d'accueil des visiteurs. Pour ce programme, la Monnaie reprend son ancienne pratique, abandonnée pour les commémorations précédentes, qui consiste à utiliser des dessins soumis par des artistes extérieurs.

### American Buffalo (2001)
Le dollar en argent American Buffalo est une pièce commémorative, non circulante, émise en 2001 et frappée par la Monnaie des États-Unis à Denver et à Philadelphie. Cette pièce d'un dollar est autorisée par la loi 106-375 du 27 octobre 2000, créant une pièce commémorative à la fois pour le Musée national de l'Indien américain et pour l'ancienne pièce de cinq cents en cupronickel connue sous le nom de Buffalo nickel, dont le design est inspiré.

### Jeux Olympiques d'hiver de 2002 (2002)
La série de pièces commémoratives américaines des Jeux Olympiques d'hiver de 2002 est une série commémorative, non circulante, émise par la Monnaie des États-Unis en 2002, et frappée au Monnaies de Philadelphie et de West Point.
Elle est autorisée par la loi publique 106-435 pour soutenir les Jeux olympiques d'hiver de 2002 à Salt Lake City. Les surtaxes provenant de la vente de ces pièces contribuent au financement d'une série d'organisations et de projets d'intérêt public. La série comprend une pièce de 1 dollar en argent et une pièce de 5 dollars en or.

### Bicentenaire de West Point (2002)
Le dollar en argent du bicentenaire de West Point est une pièce commémorative, non circulante, émise en 2002 et frappée par la Monnaie des États-Unis à la Monnaie de West Point. Cette pièce d'un dollar est autorisée par la loi 103-328 du 29 septembre 1994, créant une pièce en hommage à l'Académie militaire des États-Unis de West Point, à New York, pour célébrer le bicentenaire de sa fondation le 16 mars 1802.

### Premier vol en avion (2003)
La série de pièces commémoratives américaines pour le centenaire du premier vol en avion est une série commémorative, non circulante, émise par la Monnaie des États-Unis et frappée dans les Monnaies de Philadelphie et de West Point. Elle est autorisée par la loi publique 105-124 qui demande la création d'une série de pièces afin de célébrer le 100e anniversaire du premier vol en avion, le Wright Flyer, par les frères Orville et Wilbur Wright. La série se compose d'une pièce d'un demi-dollar en alliage cuivre-nickel, d'une pièce de 1 dollar en argent et d'une pièce de 10 dollars (eagle) en or,.

### Bicentenaire de Lewis et Clark (2004)
Le dollar en argent du bicentenaire de Lewis et Clark est une pièce commémorative, non circulante, émise en 2004 et frappée par la Monnaie des États-Unis à la Monnaie de Philadelphie. Cette pièce d'un dollar est autorisée par la loi 106-126 du 6 décembre 1999, créant une pièce commémorative du bicentenaire du début de l'expédition de Lewis et Clark (1804-1806).

### Thomas Alva Edison (2004)

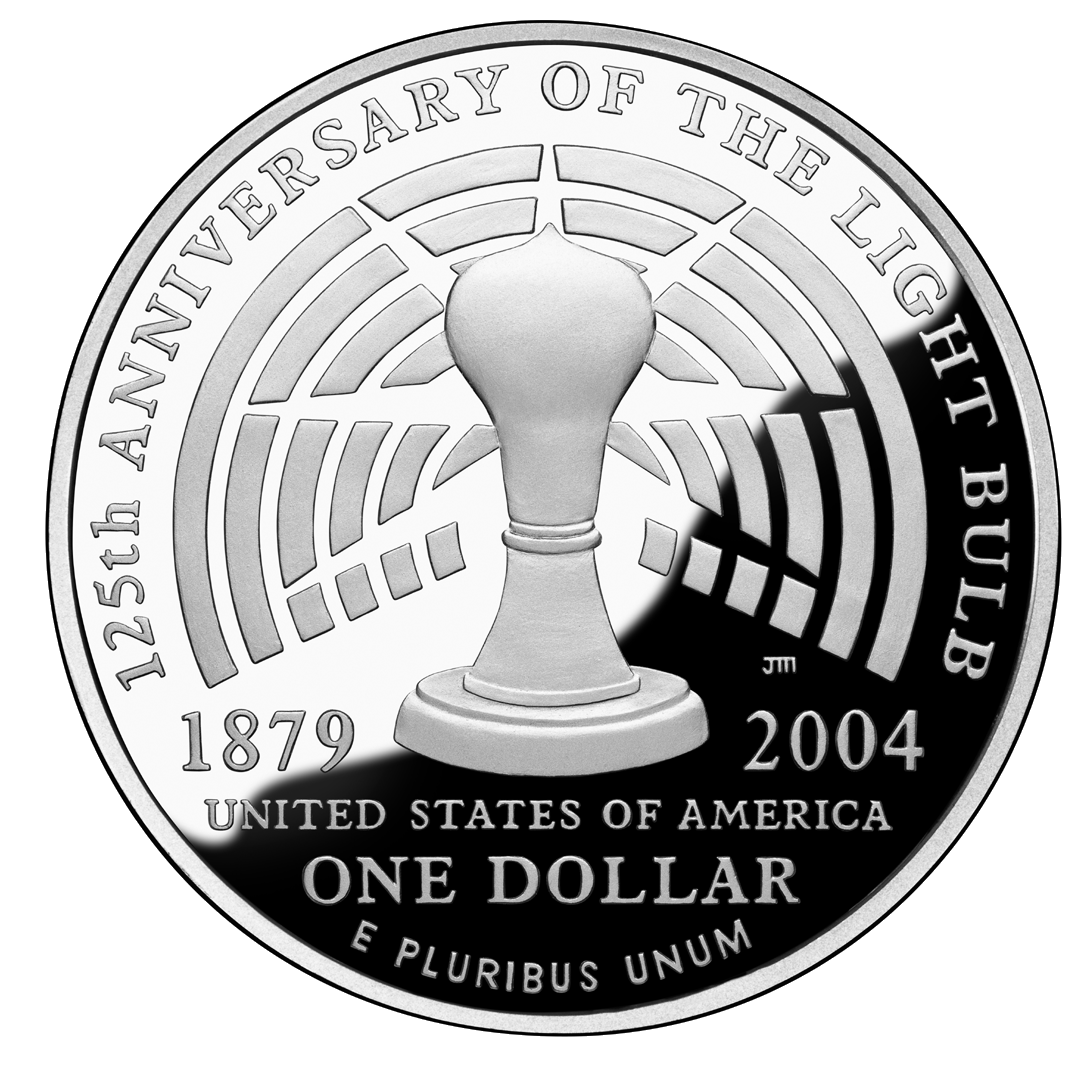
Revers du dollar Thomas Edison.

Le dollar en argent Thomas Alva Edison est une pièce commémorative, non circulante, émise en 2004 et frappée par la Monnaie des États-Unis à la Monnaie de Philadelphie. Cette pièce d'un dollar est autorisée par la loi 105-331 du 31 octobre 1998, créant une pièce en l'honneur de Thomas Alva Edison, pour célébrer le 125e anniversaire de l'invention de l'ampoule incandescente en 1879.

### John Marshall (2005)
Le dollar en argent du président de la Cour suprême John Marshall est une pièce commémorative, non circulante, émise en 2005 et frappée par la Monnaie des États-Unis à la Monnaie de Philadelphie. Cette pièce d'un dollar est autorisée par la loi 108-290 du 6 août 2004, créant une pièce commémorative pour le 250e anniversaire de la naissance de John Marshall (1755-1835), qui est président de la Cour suprême des États-Unis, et visant également à reconnaître l'importance du pouvoir judiciaire dans le pays.

### 230eanniversaire du Corps des Marines (2005)
La pièce d'argent commémorative du 230e anniversaire du Corps des Marines est une pièce commémorative, non circulante, émise par la Monnaie des États-Unis en 2005 et frappée par la Monnaie de Philadelphie. Cette pièce d'un dollar est autorisée par la loi 108-291 du 6 août 2004, qui prévoit l'émission d'une pièce commémorative pour le 230e anniversaire du Corps des Marines des États-Unis.

### Benjamin Franklin (2006)
.

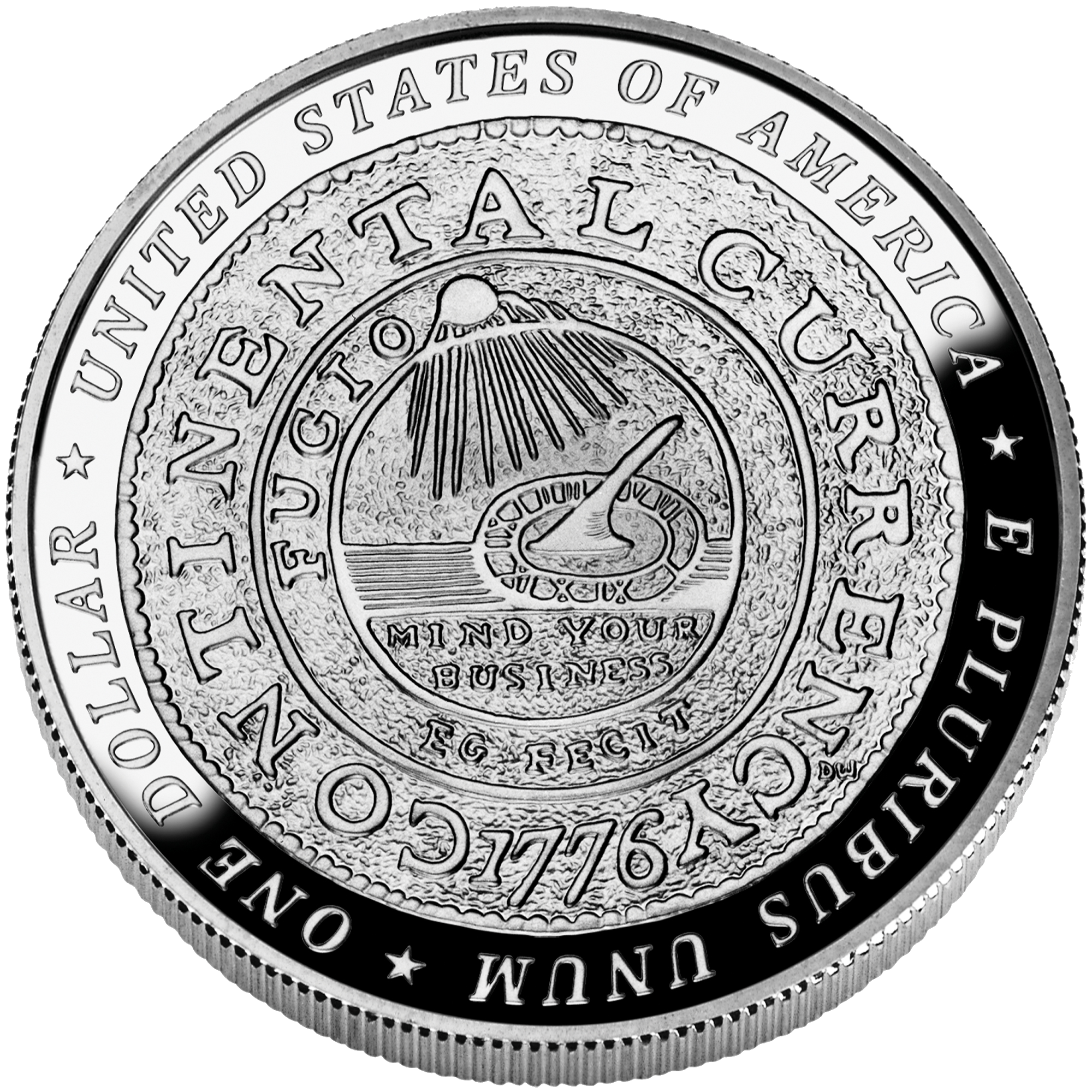
Revers de la pièce « Père Fondateur » du dollar Benjamin Franklin

Le dollar en argent Benjamin Franklin est un programme d'émissions commémoratives, non circulantes, de la Monnaie des États-Unis, frappées en 2006 à la Monnaie de Philadelphie. Ce programme est autorisé par la loi 108-464 du 21 décembre 2004, créant une série de deux pièces commémoratives pour honorer le 300e anniversaire de la naissance de Benjamin Franklin (1706-1790). Il s'agit de deux pièces d'un dollar en argent, l'une dédiée à la période juvénile de Franklin en tant que scientifique et l'autre à sa maturité en tant que l'un des Pères fondateurs des États-Unis.

### Ancienne Monnaie de San Francisco (2006)
Le dollar en argent commémoratif de l'Ancienne Monnaie de San Francisco est une pièce commémorative, non circulante, émise par la Monnaie des États-Unis en 2006 et frappée par la Monnaie de San Francisco. Cette pièce d'un dollar est autorisée par la loi 109-230 du 15 juin 2006, qui prévoit l'émission d'une série de deux pièces pour honorer l'histoire et l'héritage du bâtiment de l'ancien siège de la Monnaie de San Francisco, connu sous le nom de « Dame de Granit », à l'occasion du centenaire du séisme et de l'incendie subséquent de San Francisco au printemps 1906.
Aux côtés de la pièce d'un dollar en argent, le programme commémoratif est complété par l'émission d'une autre pièce en or d'une valeur faciale de cinq dollars, autorisée par la même loi.

### Déségrégation deLittle Rock Central High School(2007)
La pièce d'argent commémorative de la déségrégation de la Little Rock Central High School est une pièce commémorative, non circulante, émise par la Monnaie des États-Unis en 2007 et frappée par la Monnaie de Philadelphie. Cette pièce d'un dollar est autorisée par la loi 109-146 du 22 décembre 2005, qui prévoit l'émission d'une pièce commémorative reconnaissant et rendant hommage à la détermination des étudiants noirs lors des événements de la Little Rock Central High School, à Little Rock, en Arkansas, à l'automne 1957, à l'occasion de son cinquantième anniversaire. Ces événements marquent une avancée dans la déségrégation raciale dans l'enseignement public aux États-Unis.

### 400eanniversaire de Jamestown (2007)
La pièce d'argent commémorative du 400e anniversaire de Jamestown est une pièce commémorative, non circulante, émise par la Monnaie des États-Unis en 2007 et frappée par la Monnaie de Philadelphie. Cette pièce d'un dollar est autorisée par la loi 108-289 du 6 août 2004, qui prévoit l'émission d'une pièce commémorative pour le 400e anniversaire de l'établissement de Jamestown, dans l'État de Virginie.
Cette pièce fait partie du programme d'émission de la Monnaie pour commémorer cet établissement, qui est complété par la frappe d'une pièce en or d'une valeur faciale de cinq dollars.

### Bald Eagle (2008)
La série de pièces commémoratives américaines Bald Eagle est une série commémorative, non circulante, émise par la Monnaie des États-Unis en 2008 et frappée dans les Monnaies de Philadelphie et de West Point. Elle est autorisée par la loi publique 108-486 pour célébrer le rétablissement encourageant de l'espèce du pygargue à tête blanche, le 35e anniversaire de la loi de 1973 sur les espèces menacées et le retrait du pygargue à tête blanche de la liste des espèces menacées. Elle comporte une pièce de 5 dollars en or, une pièce de 1 dollar en argent et une pièce d'un demi-dollar en alliage cuivre-nickel,.

### Bicentenaire d'Abraham Lincoln (2009)

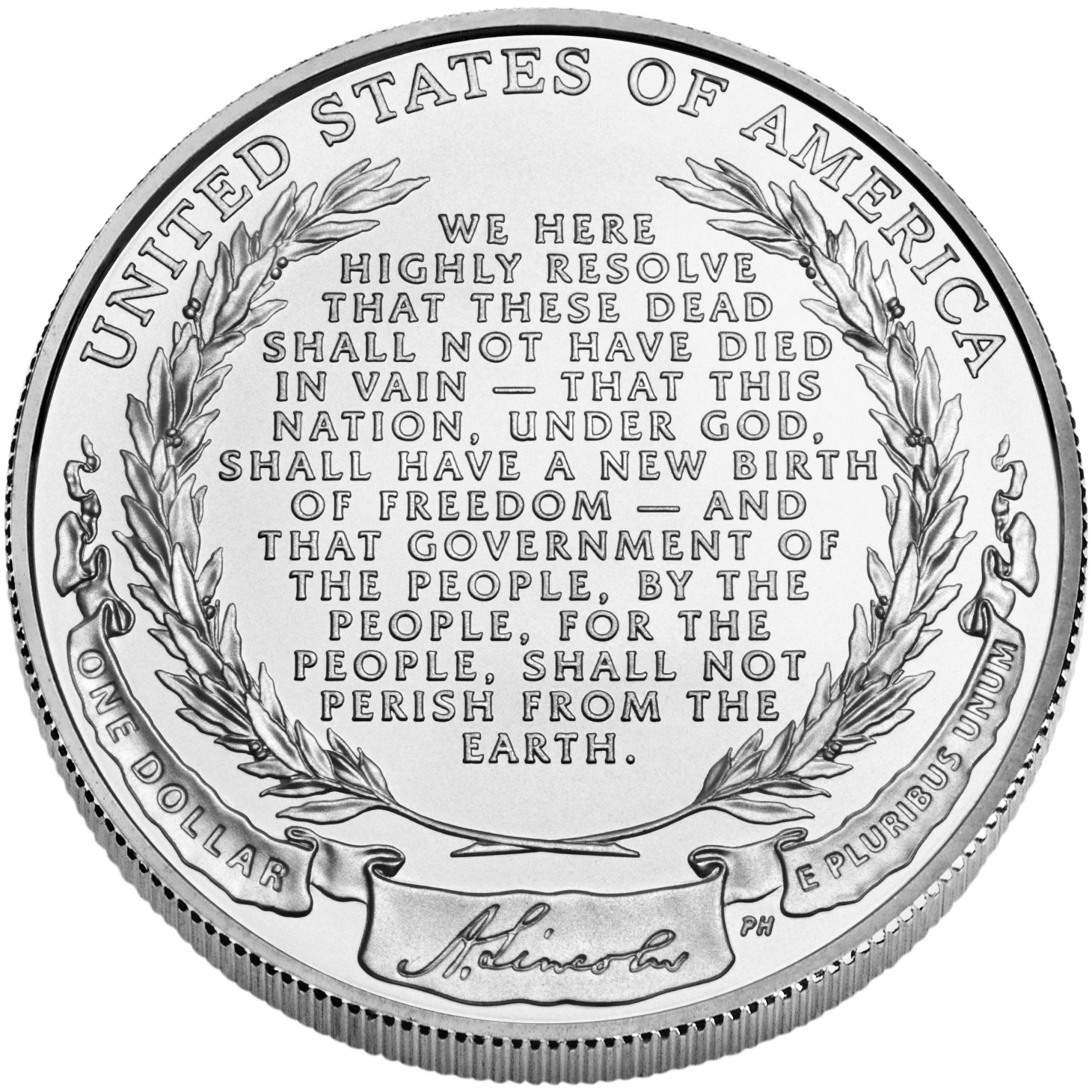
Les 43 derniers mots du Discours de Gettysburg, entourés d'une couronne de laurier. Au-dessous, un parchemin avec la signature de Lincoln.

La pièce d'argent commémorative du bicentenaire d'Abraham Lincoln est une pièce commémorative, non circulante, émise par la Monnaie des États-Unis en 2009 et frappée par la Monnaie de Philadelphie. Cette pièce d'un dollar est autorisée par la loi 109-285 du 27 septembre 2006, qui prévoit l'émission d'une pièce commémorative en l'honneur du seizième président des États-Unis, Abraham Lincoln (1809-1865), à l'occasion du bicentenaire de sa naissance.

### Louis Braille (2009)
La pièce commémorative de 1 dollar américain pour le bicentenaire de Louis Braille est une pièce commémorative, non circulante, émise par la Monnaie des États-Unis en 2009 et frappée à la Monnaie de Philadelphie.
Elle est autorisée par la loi publique 109-247 du 27 juillet 2006 qui enjoint au Secrétaire au Trésor, Henry Paulson, la frappe d'une pièce de 1 dollar afin de célébrer le bicentenaire de la naissance de Louis Braille.

### Vétérans américains invalides (2010)
La pièce commémorative de 1 dollar américain pour les vétérans américains invalides est une pièce commémorative, non circulante, émise par la Monnaie des États-Unis en 2010 et frappée à la Monnaie de West Point.
Elle est autorisée par la loi publique 110-277 du 17 juillet 2008, qui demande au Secrétaire au Trésor de frapper des pièces en commémoration des anciens combattants qui sont devenus invalides alors qu'ils servent dans les forces armées des États-Unis. Les surtaxes des pièces sont destinés à la Disabled Veterans' LIFE Memorial Foundation dans le but d'établir un fonds de dotation pour soutenir la construction du mémorial des vétérans américains invalides (en) à Washington, D.C.

### Centenaire desBoy Scouts of America(2010)
La pièce d'argent du centenaire des Boy Scouts des États-Unis est une pièce commémorative, non circulante, émise par la Monnaie des États-Unis en 2010 et frappée à la Monnaie de Philadelphie. Cette pièce d'un dollar est autorisée par la loi 110-363 du 8 octobre 2008, qui crée une pièce commémorative pour célébrer le centenaire des Boy Scouts.

### Médaille d'honneur (2011)
Le dollar en argent commémoratif de la Médaille d'Honneur est une pièce commémorative, non circulante, émise par la Monnaie des États-Unis en 2011 et frappée par les ateliers de Philadelphie et de San Francisco. Cette pièce d'un dollar est autorisée par la loi 111-91 du 6 novembre 2009, qui prévoit l'émission d'une pièce d'argent d'un dollar pour célébrer le 150e anniversaire de la création de la Médaille d'Honneur des États-Unis, en reconnaissance des personnes dont le service s'est distingué par cette médaille. Le dollar en argent fait partie du Programme des Pièces Commémoratives de la Médaille d'Honneur, qui est complété par l'émission, également en 2011, d'une pièce d'or d'une valeur de 5 dollars.

### Forces armées des États-Unis (2011)
La série de pièces commémoratives américaines des forces armées des États-Unis est une série commémorative émise par la Monnaie des États-Unis en 2011 et frappée aux Monnaies de Denver, San Francisco, Philadelphie et West Point,,.
Elle est autorisée par la loi publique 110-450 du 1er décembre 2008, qui demande au Secrétaire au Trésor de frapper des pièces en reconnaissance et en célébration de la création de l'armée des États-Unis en 1775 et pour honorer le soldat américain. La série comprend un pièce d'un demi-dollar en alliage cuivre-nickel, une pièce de 1 dollar en argent et une pièce de 5 dollars en or. Les bénéfices tirés de la vente vont à la Army Historical Foundation pour soutenir la construction du musée national de l'armée des États-Unis (en).

### Soldat d'infanterie (2012)
La pièce commémorative de 1 dollar américain pour le soldat d'infanterie est une pièce commémorative, non circulante, émise par la Monnaie des États-Unis en 2012 et frappée à la Monnaie de West Point.
Elle est autorisée par la loi publique 110-357 du 8 octobre 2008 qui demande au Secrétaire au Trésor de frapper des pièces en commémoration de l'héritage de l'infanterie de l'armée américaine et de la création du musée national de l'infanterie et du centre du soldat (en).

### Star-Spangled Banner (2012)
La série de pièces commémoratives américaines Star-Spangled Banner est une série commémorative, non circulante, émise par la Monnaie des États-Unis en 2012 et frappée à la Monnaie de West Point,.
Elle est autorisée par la loi publique 111-232 du 16 août 2010 qui demande au Secrétaire au Trésor de frapper des pièces en commémoration du bicentenaire de la rédaction de la Star-Spangled Banner (bannière étoilée), l'hymne national américain.
La série se compose d'une pièce de 5 dollars en or et d'une pièce de 1 dollar en argent. Les bénéfices tirés de la vente sont versés à la commission du bicentenaire de la guerre de 1812 dans le Maryland pour soutenir les activités liées au 200e anniversaire du conflit,.

### Girl Scouts of the USA (2013)
La pièce commémorative de 1 dollar américain pour le centenaire des Girl Scouts of the United States of America est une pièce commémorative, non circulante, émise par la Monnaie des États-Unis en 2013 et frappée à la Monnaie de West Point.
Elle est autorisée par la loi publique 111-89 du 29 octobre 2009 qui demande au Secrétaire au Trésor de frapper des pièces pour célébrer le 100e anniversaire de la création des Girl Scouts of the United States of America,. Les bénéfices tirés de la vente sont versés à Girl Scouts of the USA, qui met des fonds à disposition pour le développement et la mise en œuvre du programme des éclaireuses mais, vu que les ventes des dollars commémoratifs ne permettent de couvrir les coûts de production, elles ne reçoivent rien.

### Généraux 5 étoiles (2013)
La série de pièces commémoratives américaines des généraux 5 étoiles est une série commémorative, non circulante, émise par la Monnaie des États-Unis en 2013 et frappée aux Monnaies de Philadelphie, de San Francisco et de West Point,,.
Elle est autorisée par la loi publique 111-262 qui demande au Secrétaire au Trésor de frapper des pièces commémoratives en l'honneur des généraux 5 étoiles George Marshall, Douglas MacArthur, Dwight Eisenhower, Henry Arnold et Omar Bradley, pour coïncider avec la célébration du 132e anniversaire de la création de l'United States Army Command and General Staff College (CGSC), à Fort Leavenworth, au Kansas, dont ils sont d'anciens élèves. La série comprend une pièce de 5 dollars en or, une pièce de 1 dollar en argent et une pièce d'un demi-dollar en alliage cuivre-nickel. Les bénéfices tirés de la vente sont versés à la fondation CGSC pour l'aider à financer ses activités de soutien au collège.

### National Baseball Hall of Fame (2014)
La série de pièces commémoratives américaines du National Baseball Hall of Fame est une série commémorative, non circulante, émise par la Monnaie des États-Unis en 2014 et frappée au Monnaies de Denver, de Philadelphie, de San Francisco et de Denver,,.
Elle est autorisée par la loi publique 112-152 du 3 août 2012 qui demande au Secrétaire au Trésor de frapper des pièces afin de célébrer le 75e anniversaire du temple de la renommée du baseball qui ouvre ses portes le 12 juin 1939 à Cooperstown dans l'État de New York. La série comprend un pièce de 5 dollars (half eagle) en or, une pièce de 1 dollar en argent et une pièce d'un demi-dollar en alliage cuivre-nickel. Les surtaxes des différentes pièces sont versées au National Baseball Hall of Fame pour l'aider à financer ses activités.
La Monnaie américaine met à cette occasion en circulation une pièce de monnaie unique en son genre. Au lieu d'être plate, elle a la forme d'un bol, avec une surface convexe qui rappelle celle d'une balle de baseball.

### Civil Rights Act de 1964 (2014)
La pièce commémorative de 1 dollar américain du Civil Rights Act de 1964 est une pièce commémorative, non circulante, émise par la Monnaie des États-Unis en 2014 et frappée à la Monnaie de Philadelphie.
Elle est autorisée par la loi publique 110-451 du 2 décembre 2008 qui demande au Secrétaire au Trésor de frapper des pièces pour célébrer le 50e anniversaire de la promulgation de la loi sur les droits civils de 1964. Les bénéfices tirés de la vente sont versés au United Negro College Fund (UNCF) pour réaliser les objectifs du fonds, notamment l'octroi de bourses d'études et de stages pour les étudiants issus de minorités, ainsi que des fonds de fonctionnement et des services d'amélioration technologique pour les 37 universités qui en sont membres,.

### March of Dimes(2015)
Le dollar en argent March of Dimes est une pièce commémorative, non circulante, émise par la Monnaie des États-Unis en 2015 et frappée par les ateliers de Philadelphie et de West Point. Cette pièce d'un dollar est autorisée par la loi 112-209 du 18 décembre 2012, qui prévoit l'émission d'une pièce commémorative pour reconnaître le travail de l'organisme à but non lucratif March of Dimes, dédié à la santé maternelle et infantile, à l'occasion du 75e anniversaire de sa fondation par Franklin D. Roosevelt en 1938.

### 225eanniversaire des US Marshals (2015)
La série de pièces commémoratives américaines pour le 225e anniversaire des US Marshals est une série commémorative, non circulante, émise par la Monnaie des États-Unis en 2015 et frappée aux Monnaies de Denver, de San Francisco, de Philadelphie et de West Point,,.
Elle est autorisée par la loi publique 112-104 du 2 avril 2012 qui demande au Secrétaire au Trésor de frapper des pièces pour célébrer le 225e anniversaire de la création de la première agence fédérale de maintien de l'ordre, le United States Marshals Service. La série comprend une pièce de 5 dollars en or, une pièce de 1 dollar en argent et une pièce d'un demi-dollar en alliage cuivre-nickel. Les bénéfices tirés de la vente sont destinés au U.S. Marshals Museum pour la préservation, l'entretien et l'exposition d'objets et de documents,,.

### 100eanniversaire duNational Park Service(2016)
La série de pièces commémoratives américaines pour le 100e anniversaire du National Park Service est une série commémorative, non circulante, émise par la Monnaie des États-Unis en 2016 et frappée aux ateliers monétaires de Denver, de San Francisco, de Philadelphie et de West Point,,.
Elle est autorisée par la loi publique 113-291 du 19 décembre 2014 qui demande au Secrétaire au Trésor de frapper des pièces afin de célébrer le centenaire de la création du National Park Service. La série comprend une pièce de 5 dollars en or, une pièce de 1 dollar en argent et une pièce d'un demi-dollar en alliage cuivre-nickel. Les bénéfices tirés de la vente de la série sont versés à la National Park Foundation pour des projets visant à préserver et à protéger les ressources gérées par le National Park Service,,.

### Mark Twain (2016)
La série de pièces commémoratives américaines Mark Twain est une série commémorative, non circulante, émise par la Monnaie des États-Unis en 2016 et frappée aux Monnaies de Philadelphie et de West Point,.
Elle est autorisée par la loi publique 112-201 du 4 décembre 2012 qui demande au Secrétaire au Trésor de frapper des pièces afin de célébrer l'auteur Mark Twain. La série comprend une pièce de 5 dollars en or et une pièce de 1 dollar en argent. Les bénéfices tirés de la vente sont répartis également entre le Mark Twain House and Museum (en) à Hartford, dans le Connecticut, l'université de Californie à Berkeley, l'Elmira College à New York, et le Mark Twain Boyhood Home and Museum (en) à Hannibal dans le Missouri,.

### Lions Clubs International (2017)
La pièce commémorative de 1 dollar américain pour le centenaire du Lions Clubs international est une pièce commémorative, non circulante, frappée par la Monnaie des États-Unis en 2017 et émise par la Monnaie de Philadelphie.
Elle est autorisée par la loi publique 112-181 du 5 octobre 2012 qui demande au Secrétaire au Trésor de frapper des pièces afin de commémorer le 100e anniversaire de l'établissement du Lions Club International. Les bénéfices tirés de la vente des pièces sont destinés à la Fondation du Lions Clubs International dans le but de poursuivre ses programmes pour les aveugles et les malvoyants aux États-Unis et à l'étranger ; investir dans les technologies d'adaptation pour les personnes handicapées ; et investir dans la jeunesse et les personnes touchées par une catastrophe majeure,.

### Boys Town(2017)
La série de pièces commémoratives américaines pour le centenaire de Boys Town est une série commémorative, non circulante, émise par la Monnaie des États-Unis en 2017 et frappée aux Monnaies de Philadelphie, de West Point, de Denver et de San Francisco,,.
Elle est autorisée par la loi publique 114-30 du 6 juillet 2015 qui demande au secrétaire au Trésor de frapper des pièces afin de célébrer le 100e anniversaire de l'organisation Boys Town (en). La série se compose d'une pièce de 5 dollars (half eagle) en or, d'une pièce de 1 dollar en argent et d'une pièce d'un demi-dollar en alliage cuivre-nickel. Les bénéfices tirés de la vente des pièces sont versés à Boys Town pour mener à bien la cause de l'association qui consiste à s'occuper et à aider les enfants et les familles dans les communautés défavorisées à travers les États-Unis.

### Première Guerre Mondiale (2018)
La pièce commémorative de 1 dollar américain pour le centenaire de la Première Guerre mondiale est une pièce commémorative, non circulante, émise par la Monnaie des États-Unis en 2018 et frappée à la Monnaie de Philadelphie.
Elle est autorisée par la loi publique 113-212 du 16 décembre 2014 qui demande au secrétaire au Trésor de frapper des pièces de monnaie afin de célébrer le 100e anniversaire de la fin de la Première Guerre mondiale. Les bénéfices tirés de la vente des pièces sont versés à la fondation américaine pour la commémoration des guerres mondiales, afin d'aider la commission du centenaire de la Première Guerre mondiale à organiser des événements.

### American Legion(2019)
La série de pièces commémoratives américaines pour le centenaire de l'American Legion est une série commémorative, non circulante, émise par la Monnaie des États-Unis en 2019 et frappée aux Monnaies de Denver, de San Francisco, de Philadelphie et de West Point,,.
Elle est autorisée par la loi publique 115-65 du 6 octobre 2017 qui demande au secrétaire au Trésor de frapper des pièces afin de célébrer le 100e anniversaire de l'American Legion. La série se compose d'une pièce d'un demi-dollar en alliage cuivre-nickel, d'une pièce de 1 dollar en argent et d'une pièce de 5 dollars (half eagle) en or. Les bénéfices tirés de la vente des pièces sont versés à l'American Legion pour promouvoir l'importance et la prise en charge de ceux qui servent ou ont servi en uniforme et l'importance du maintien des valeurs patriotiques,.

### Apollo 11 (2019)

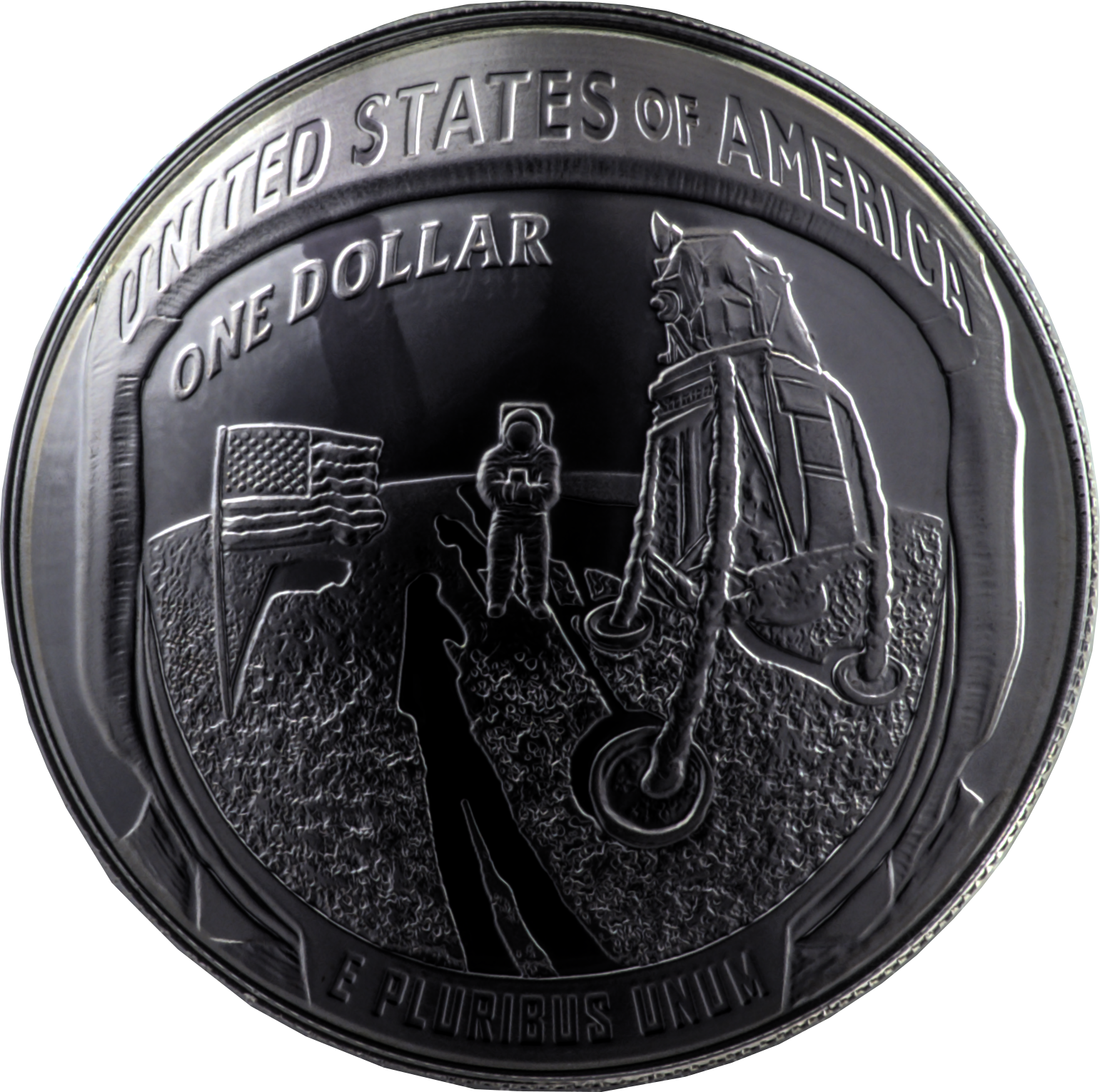
Revers de la pièce de 1 dollar Apollo 11.

La série de pièces commémoratives du 50e anniversaire d'Apollo 11 est émise par la Monnaie des États-Unis en 2019 pour célébrer le 50e anniversaire de l'atterrissage habité d'Apollo 11, par Neil Armstrong et Buzz Aldrin. Composée d'un half eagle en or (pièce de 5 dollars), de deux pièces d'un dollar en argent de tailles différentes et d'une pièce d'un demi-dollar plaqué de cuivre et de nickel, la série est d'une qualité de belle épreuve, tous les dollars en argent, sauf le plus gros, étant aussi émis en brillant universel. Les pièces en or sont frappées à la Monnaie de West Point, l'argent  à celle de Philadelphie et les demi-dollars en métal non précieux aux Monnaies de Denver et de San Francisco.
Les quatre pièces ont le même dessin. L'avers représente une empreinte de botte sur la surface lunaire, d'après une photographie prise par Aldrin. Ce dessin est l'œuvre du sculpteur du Maine Gary Cooper, et la gravure de Joseph Menna de la Monnaie fédérale. L'envers, comme l'a demandé le Congrès, représente la visière et le casque qui l'entoure de la combinaison spatiale d'Aldrin, avec Armstrong, le drapeau américain et Eagle, le module lunaire Apollo, dans le reflet. Cette image est basée sur une photographie bien connue prise par Armstrong, et est créée et gravée par Phebe Hemphill de la Monnaie américaine. La représentation d'Aldrin fait de lui la septième personne apparaissant sur une pièce de monnaie américaine de son vivant au moment où les pièces sont frappées.

### Basket BallHall of Fame(2020)
La série de pièces commémoratives américaines du Basketball Hall of Fame est une série commémorative, non circulante, émise par la Monnaie des États-Unis en 2020 et frappée aux Monnaies de Denver, de San Francisco, de Philadelphie et de West Point,,.
Elle est autorisée par la loi publique 115-343 du 21 décembre 2018 qui demande au secrétaire au Trésor de frapper des pièces afin de célébrer le 60e anniversaire du temple de la renommée du basketball. La série comprend une pièce de 5 dollars en or, une pièce de 1 dollar en argent et une pièce d'un demi-dollar en alliage cuivre-nickel. Les bénéfices tirés de la vente de la série sont versés au Naismith Memorial Basketball Hall of Fame pour financer un fonds de dotation qui permet d'accroître les opérations et les programmes éducatifs,.

### Droit de vote des femmes (2020)
La pièce commémorative de 1 dollar américain pour le centenaire du droit de vote des femmes est une pièce commémorative, non circulante, émise par la Monnaie des États-Unis en 2020 et frappée à la Monnaie de Philadelphie.
Elle est autorisée par la loi publique 116-71 du 25 novembre 2019 qui demande au secrétaire au Trésor de frapper des pièces de monnaie en commémoration de la ratification du 19e amendement à la Constitution des États-Unis, accordant le droit de vote aux femmes américaines. Les bénéfices tirés de la vente de la pièce sont versés à la Smithsonian Institution's American Women's History Initiative (initiative de l'institution Smithsonian pour l'histoire des femmes américaines) dans le but d'établir des programmes relatifs aux contributions des femmes dans divers domaines et à travers différentes périodes de l'histoire et de créer des expositions et des programmes qui reconnaissent les contributions des femmes,.

### Musée et mémorial national des forces de l'ordre (2021)
La série de pièces commémoratives américaines du musée et du mémorial national de forces de l'ordre est une série commémorative, non circulante, émise par la Monnaie des États-Unis en 2021 et frappée aux Monnaies de Denver, de San Francisco, de Philadelphie et de West Point,,.
Elle est autorisée par la loi publique 116-94 du 20 décembre 2019 qui demande au secrétaire au Trésor de frapper des pièces de monnaie qui sont emblématiques du musée national des forces de l'ordre du district de Columbia, ainsi que du service et du sacrifice des forces de l'ordre tout au long de l'histoire des États-Unis. La série se compose d'une pièce de 5 dollars (half eagle) en or, d'une pièce de 1 dollar en argent et d'une pièce d'un demi-dollar en alliage cuivre-nickel. Les bénéfices tirés de la vente des pièces sont versés au fonds national de commémoration des agents des forces de l'ordre (National Law Enforcement Officers Memorial Fund), pour des programmes et expositions éducatifs et de sensibilisation,.

### Christa McAuliffe (2021)
Le dollar en argent Christa McAuliffe est une pièce commémorative, non circulante, émise par la Monnaie des États-Unis en 2021 et frappée par l'atelier de Philadelphie. Cette pièce d'un dollar est autorisée par la loi publique 116-65 du 9 octobre 2019, qui crée une pièce commémorative en reconnaissance de l'enseignante en études sociales et astronaute Christa McAuliffe, la première participante au programme « Teacher in Space » de la NASA, décédée avec ses six collègues dans l'explosion de la navette spatiale Challenger le 28 janvier 1986.

### National Purple Heart Hall of Honor(2022)
La série de pièces commémoratives américaines du National Purple Heart Hall of Honor est une série commémorative, non circulante, émise par la Monnaie des États-Unis en 2022 et frappée aux Monnaies de Denver, de San Francisco et de West Point,,.
Elle est autorisée par la loi publique 116-247 du 22 décembre 2020 qui demande au secrétaire au Trésor de frapper des pièces de monnaie en commémoration du National Purple Heart Hall of Honor. La série se compose d'une pièce d'un demi-dollar en alliage cuivre-nickel, d'une pièce de 1 dollar en argent, d'une version colorisée de cette dernière et d'une pièce de 5 dollars (half eagle) en or. Les bénéfices tirés de la vente des pièces sont versés à la National Purple Heart Honor Mission, Inc. pour soutenir la mission de cette dernière y compris l'amélioration des installations du temple de la renommée du Purple Heart,.

### Negro League (2022)
La série de pièces commémoratives américaines de la Negro League est une série commémorative, non circulante, émise par la Monnaie des États-Unis en 2022 et frappée aux Monnaies de Denver, de San Francisco, de Philadelphie et de West Point,,.
Elle est autorisée par la loi publique 116-209 du 4 décembre 2020 qui demande au secrétaire au Trésor de frapper des pièces de monnaie pour commémorer le 100e anniversaire de la création des Negro Leagues de baseball. La série comprend une pièce de 5 dollars en or, une pièce de 1 dollar en argent et une pièce d'un demi-dollar en alliage cuivre-nickel. Les bénéfices tirés de la vente de la serie sont versés au musée des Negro Leagues pour des programmes éducatifs et de sensibilisation et des expositions,.

### Harriet Tubman (2024)
La série de pièces commémoratives américaines du bicentenaire de Harriet Tubman est une série commémorative, non circulante, émise par la Monnaie des États-Unis en 2024 et frappée aux Monnaies de San Francisco, de Philadelphie et de West Point.
Elle est autorisée par la loi publique 117-163 du 3 août 2022 qui demande au secrétaire au Trésor de frapper des pièces en reconnaissance du bicentenaire de la naissance de la militante d'Harriet Tubman. La série de compose du pièce de 5 dollars en or, d'une pièce de 1 dollar en argent et d'une pièce d'un demi-dollar en alliage cuivre-nickel. Les bénéfices tirés de la vente sont versés au National Underground Railroad Freedom Center à Cincinnati, en Ohio, et au Harriet Tubman Home à Auburn, dans l'état de New York, dans le but d'accomplir et de faire progresser leurs missions,.

### Greatest Generation(2024)
La série de pièces commémoratives américaines Greatest Generation est une série commémorative, non circulante, émise par la Monnaie des États-Unis en 2024 et frappée aux Monnaies de Denver, de Philadelphie et de West Point.
Elle est autorisée par la loi publique 117-62 du 3 août 2022 qui demande au secrétaire au Trésor de frapper des pièces de monnaie en commémoration du National World War II Memorial à Washington, DC. La série se compose d'une pièce de 5 dollars en or, d'une pièce de 1 dollar en argent et d'une pièce d'un demi-dollar en alliage cuivre-nickel. Les bénéfices tirés de la vente sont versés à l'association Friends of the National World War II Memorial pour soutenir le National Park Service dans l'entretien et la réparation du National World War II Memorial, et pour des programmes éducatifs et commémoratifs,.